# 東武300系電車
東武300系電車（とうぶ300けいでんしゃ）は、かつて東武鉄道に在籍していた電車。6両編成の300型と、4両編成の350型で構成された。
急行列車「きりふり」・「ゆのさと」用として1991年（平成3年）7月21日に営業運転を開始した。その後、「きりふり」・「ゆのさと」の特急列車への格上げにより、実質的に急行用から特急用となった。

## 概要
伊勢崎線・日光線系統では、優等列車として特急の他に快速急行が存在したが、この快速急行には快速用の6050系が使われており、車両のグレードなどサービス面での向上が求められていた。また野岩鉄道開業により6050系に車両不足が生じていた。
こうした中、急行（1999年より特急）「りょうもう」で使用されていた1800系のうち、200型の増備で運用を離脱した1813F・1816F - 1818Fを改造し、6両編成を300型、4両編成を350型とした。
350型の改造種車となった1800系は6両編成2本であったことから、352Fのみ中間車を方向転換のうえ先頭車改造している。このため352Fは客室窓の窓割りや台車の構造が351F・353Fと異なっている。
この300型・350型の登場により「快速急行」は「急行」に変更された。また、これに伴い快速急行運用から6050系が撤退、運用の空きができたために団体用などの臨時列車にも使用されるようになった。そのため、従来これらの臨時列車に充当されていた5700系が営業運転から離脱した。

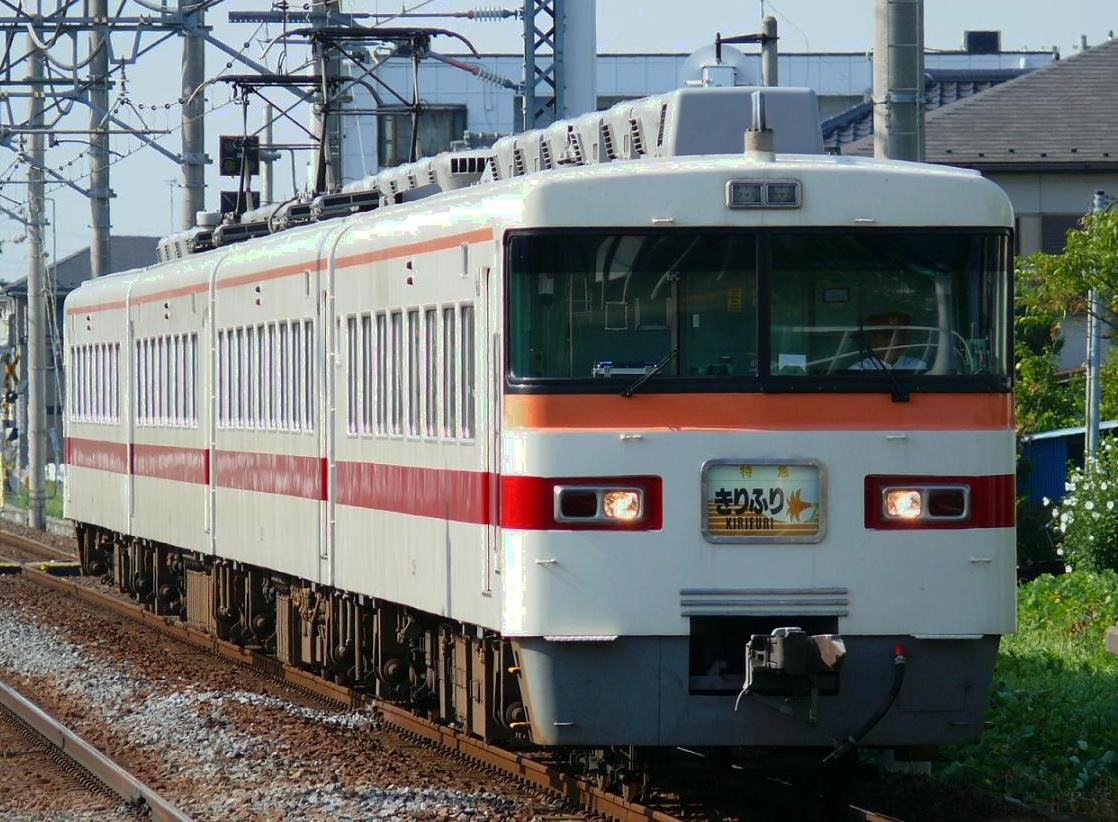
東武350型 特急きりふり （2007年8月19日 / 姫宮）
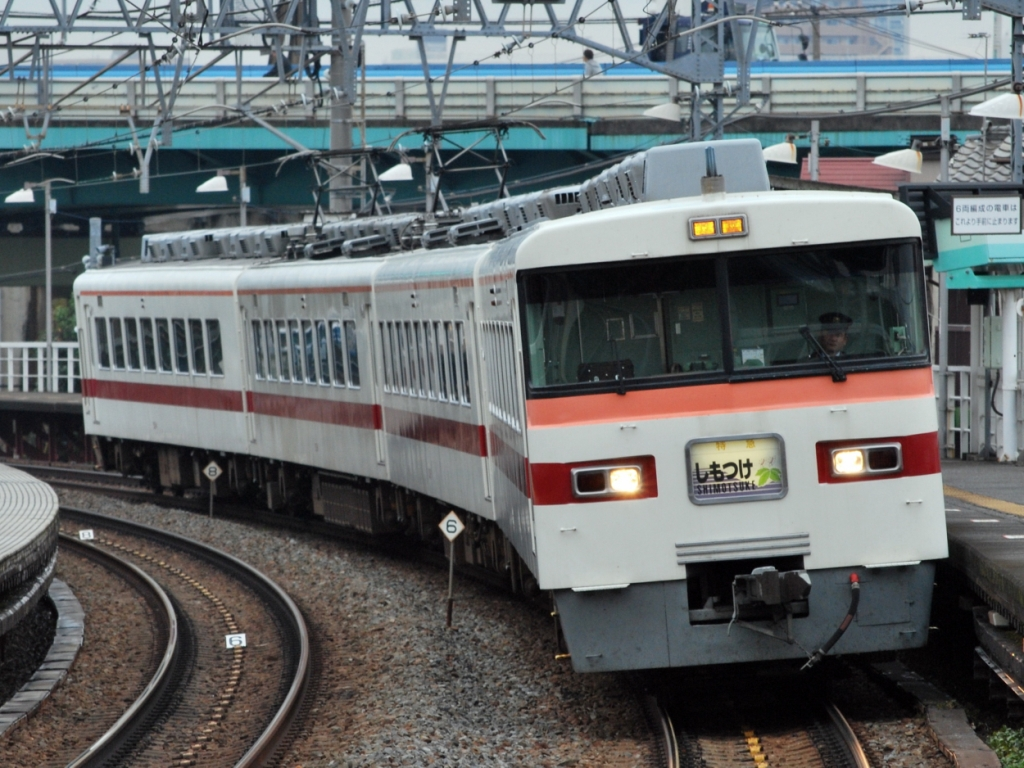
東武350型 特急しもつけ （2008年12月2日 / 堀切）
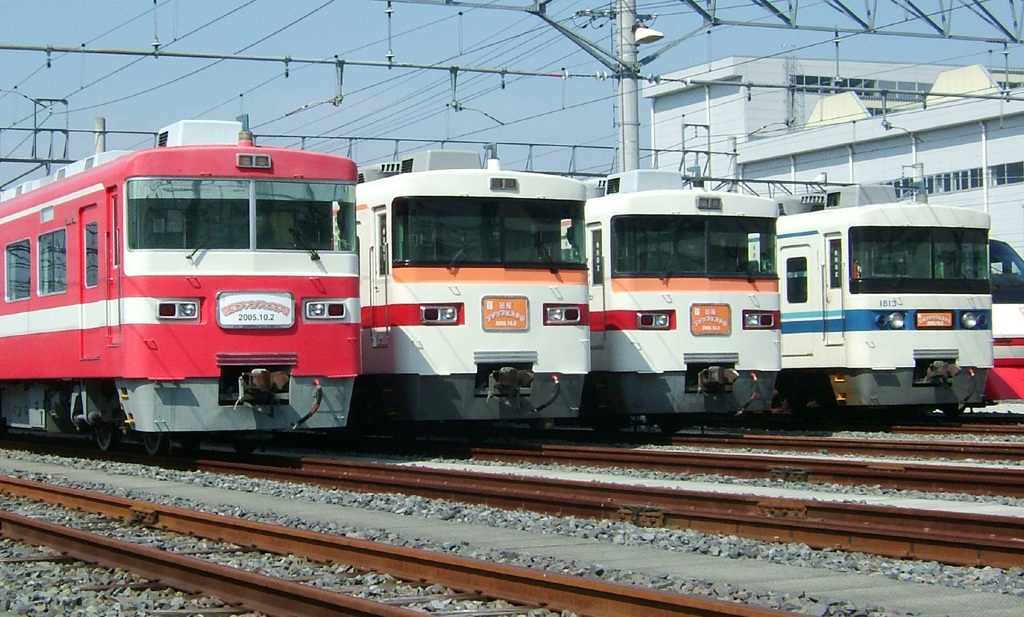
中央の2種が300型・350型電車、 左端と右端が改造種車の1800系電車 （2005年10月2日 / 「東武ファンフェスタ」にて）

## 車両概説

### 外観
車体塗装は6050系やデビュー時の100系に倣い、ジャスミンホワイト■を基調としパープルルビーレッド■とサニーコーラルオレンジ■の帯を巻いた日光線優等列車のイメージカラーを採用している。前面の灯具類は全て1800系1819Fと同じ角型に交換された。

### 内装
車内座席は全て、種車そのままのリクライニング機能がない回転クロスシートである。フットレストを備え、背面に折り畳み式テーブルがあるほか、窓の下に細長いテーブルが折り込まれており、利用者はそれを引き出して使用することができる。デッキ内にはトイレ（和式）、清涼飲料水の自動販売機がある。車内販売サービスは行われていない。テレホンカード専用車内電話もあったがmova停波のため2012年3月31日で撤去された。のちに300型は自動販売機も撤去された。
座席指定の表示は東武鉄道など関東私鉄で多用された「号車と下りから座席番号を順番に数えた（1号車なら101から164まで）」方式であり、JR線の特急列車や100系などのように「x号車 y列 z席」という表示にはなっていない。

### 主要機器
種車の1800系で使われていたものが使用されたが、両系列ともに、日光付近の勾配に対応するため、1800系時代にはなかった発電ブレーキ・抑速ブレーキを追加装備している。それに関連して主電動機を375V定格のTM-63に統一のうえ、300型を1800系時代の3M3T編成から4M2T編成としている。

## 改造種車

### 300型
総定員408名
- 301F←1818F
- 302F←1817F

### 350型
総定員268名
- 351F←1816Fのうち登場時の4両
- 352F←1813F・1816Fのうち6両編成化時に増備された中間車各2両
- 353F←1813Fのうち登場時の4両

改造所は
301・352・353F：アルナ工機
351F：津覇車輛工業
302F：富士重工業
なお300型は当初3編成改造される予定だったが実際に改造は行われず303Fは未成となった。

## 編成表

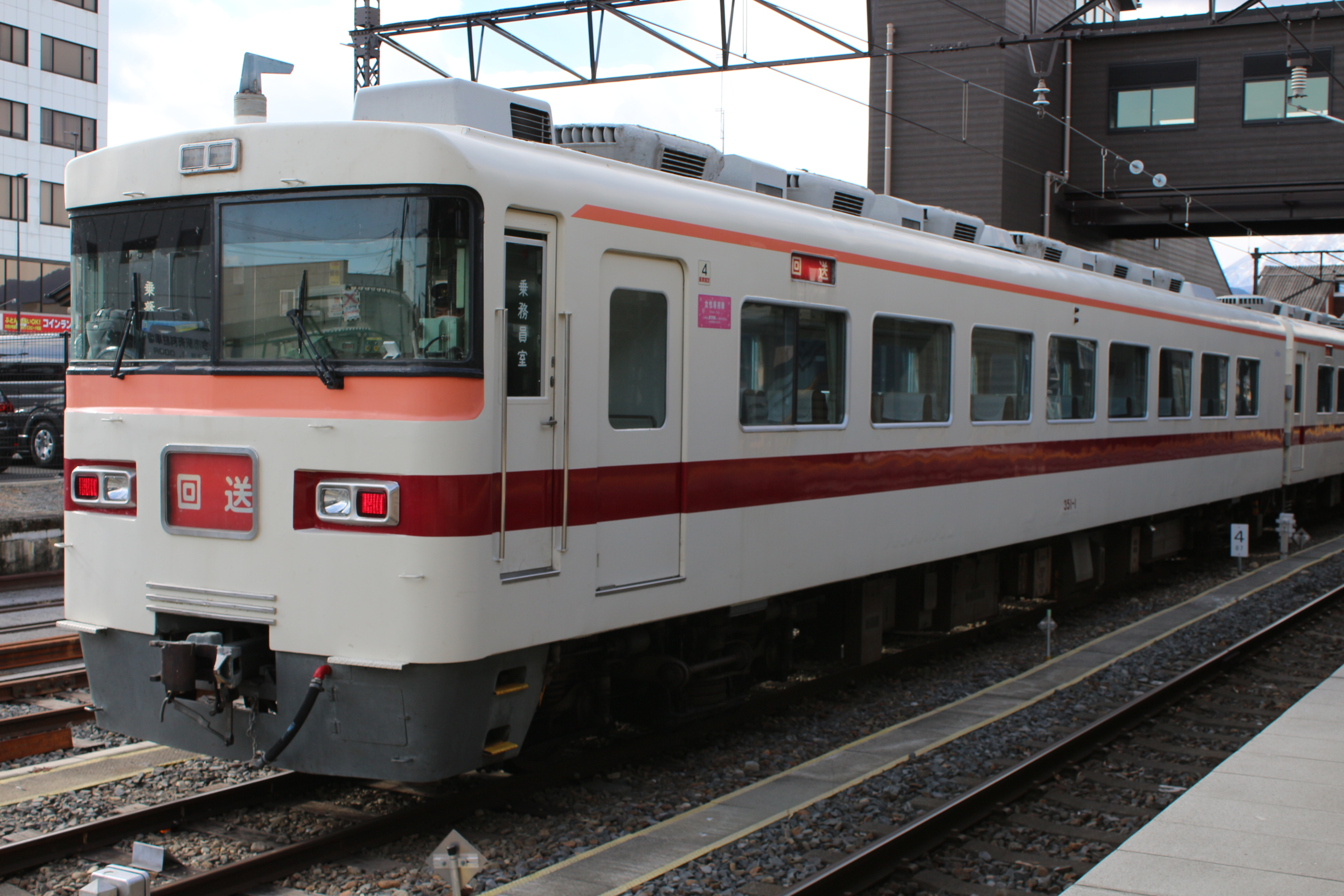
クハ350-1形
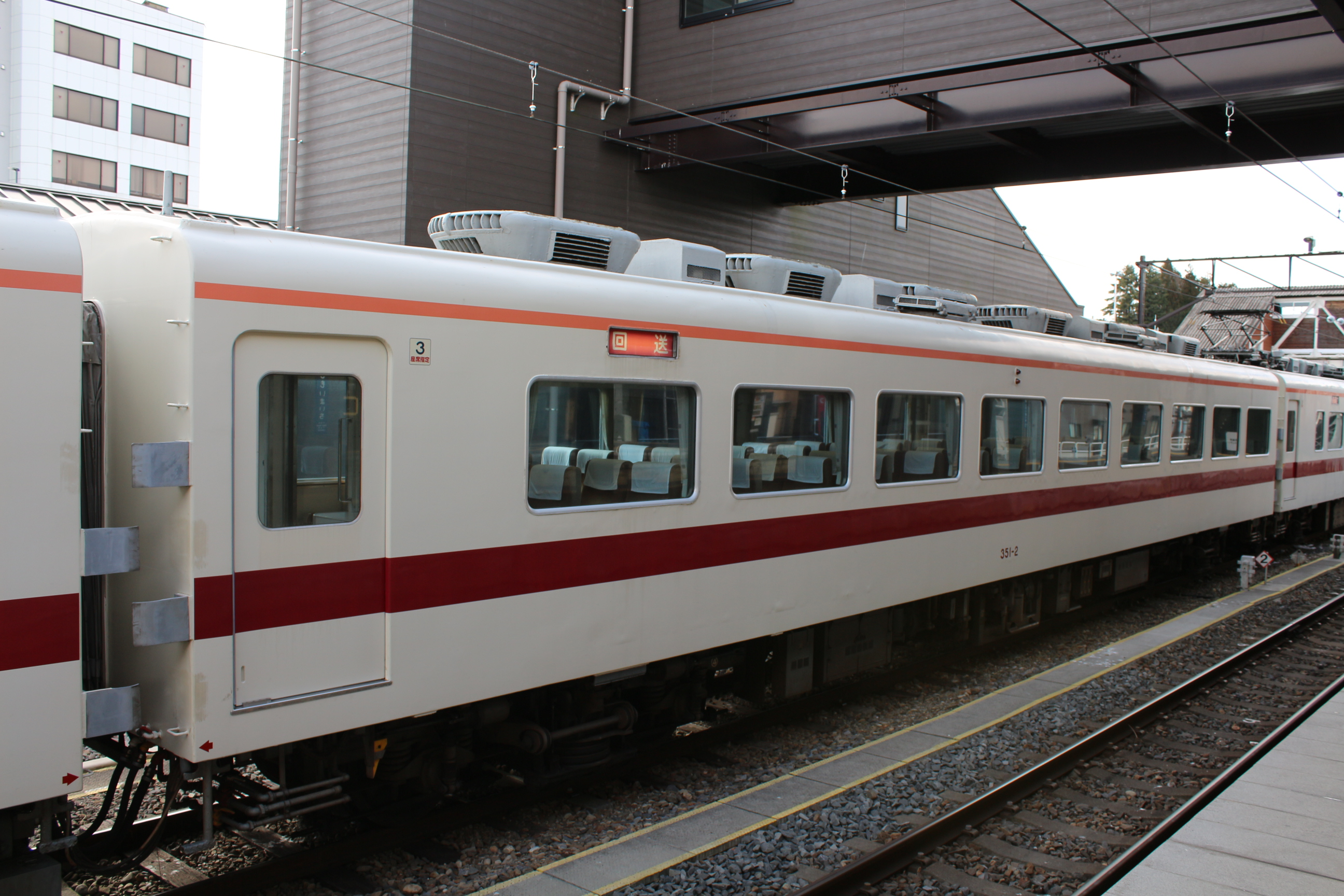
モハ350-2形
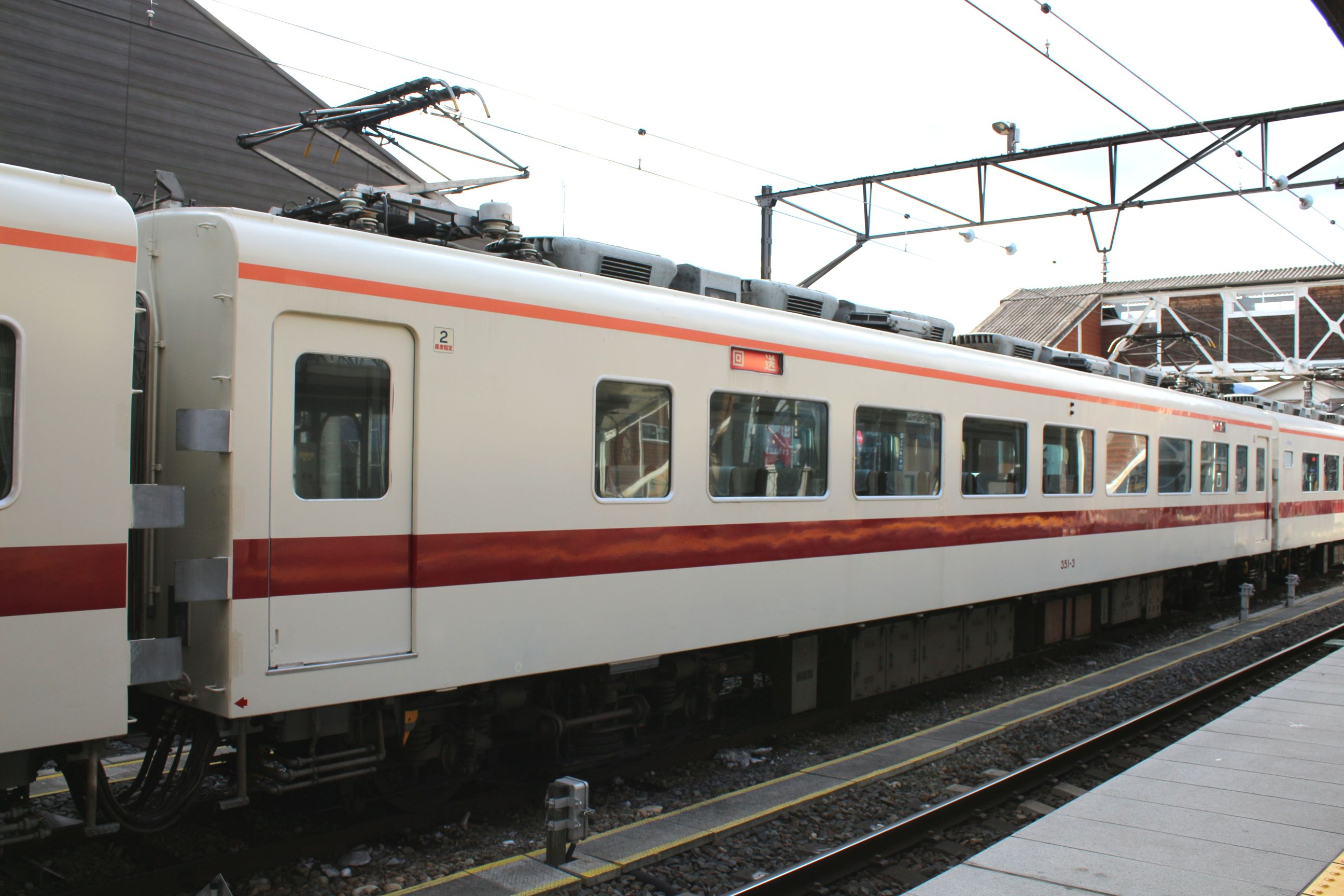
モハ350-3形
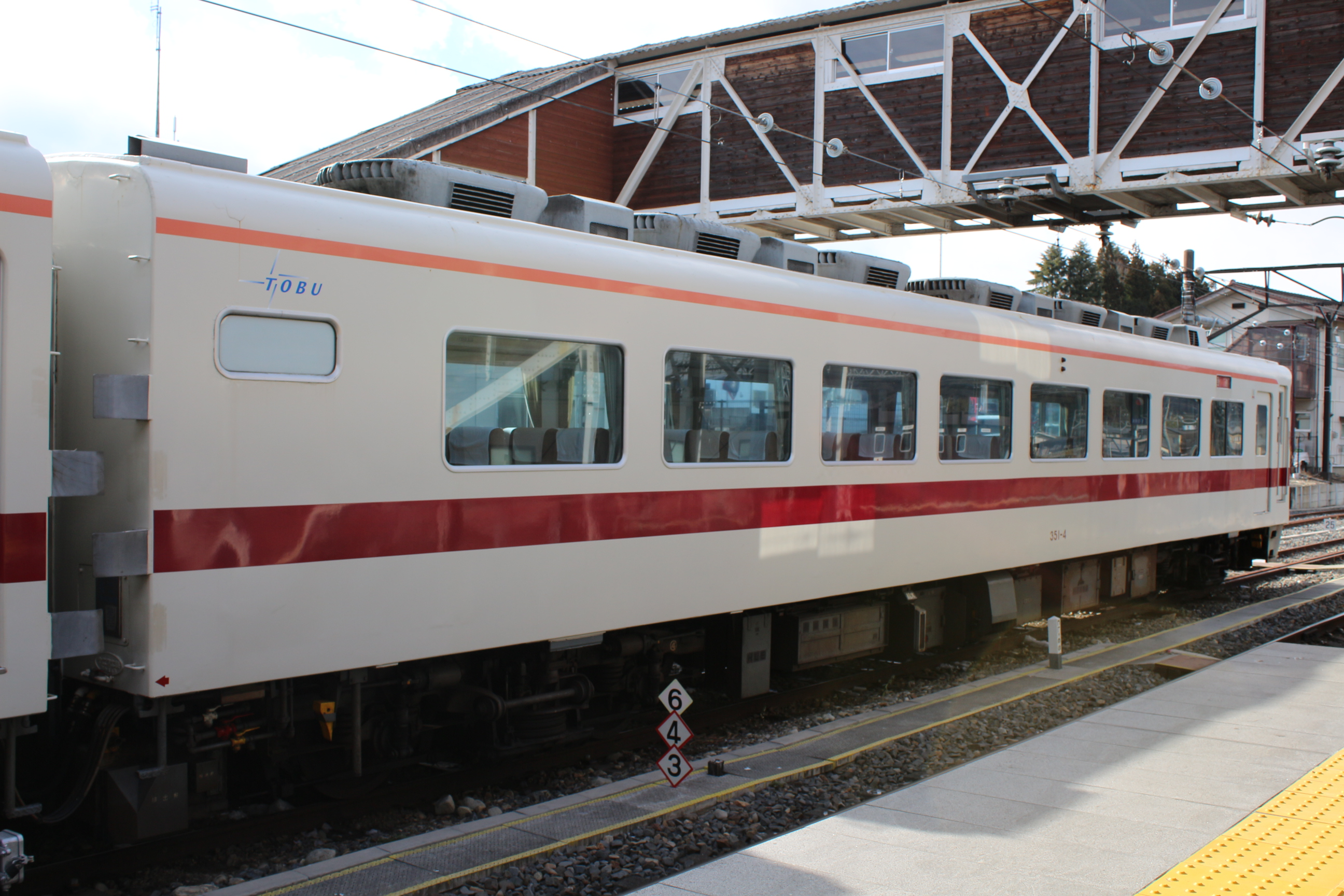
モハ350-4形

凡例Tc：制御車、M：電動車
CON：制御装置、MG：電動発電機、CP：電動空気圧縮機、PT：集電装置
|          | ← 浅草・運河南栗橋・東武日光・鬼怒川温泉 → |                  |                  |                  |                  |                   |
| 号車     | 6                                          | 5                | 4                | 3                | 2                | 1                 |
| 形式     | クハ300-1形 (Tc1)                          | モハ300-2形 (M2) | モハ300-3形 (M1) | モハ300-4形 (M4) | モハ300-5形 (M3) | クハ300-6形 (Tc2) |
| 搭載機器 |                                            | MG・CP           | CON・PT          | MG・CP           | CON・PT          |                   |
| 自重     | 34.0 t                                     | 39.5 t           | 40.0 t           | 39.5 t           | 40.0 t           | 34.0 t            |
| 定員     | 64人                                       | 72人             | 68人             | 68人             | 72人             | 64人              |
| 車両番号 | 301-1 302-1                                | 301-2 302-2      | 301-3 302-3      | 301-4 302-4      | 301-5 302-5      | 301-6 302-6       |

|          | ← 浅草東武日光・東武宇都宮・鬼怒川温泉 → |                   |                   |                   |
| 号車     | 4                                        | 3                 | 2                 | 1                 |
| 形式     | クハ350-1形 (Tc1)                        | モハ350-2形 (M2)  | モハ350-3形 (M1)  | クハ350-4形 (Tc2) |
| 搭載機器 |                                          | MG・CP            | CON・PT           |                   |
| 自重     | 34.0 t                                   | 39.5 t            | 40.0 t            | 34.0 t            |
| 定員     | 64人                                     | 72人              | 68人              | 64人              |
| 車両番号 | 351-1 352-1 353-1                        | 351-2 352-2 353-2 | 351-3 352-3 353-3 | 351-4 352-4 353-4 |

- クハ350-1形
- モハ350-2形
- モハ350-3形
- モハ350-4形

## 運用概況
2006年3月18日のダイヤ改正で列車種別変更が行われ、従来の座席指定制の急行列車はすべて特急列車に昇格した。それに伴い、側面種別表示は緑地に白文字から金色地に白文字と変更になったほか、前面種別表示も緑色の「急行」から金色の「特急」へと変更になった。ただし、100系「スペーシア」と車内設備に格差があることから、特急料金は改正前の急行料金並みに抑制される等の措置がとられた。
2018年5月20日までは、種車となった1800系の最終編成（1819F）が臨時快速や団体専用列車として日光線東武日光駅まで乗り入れており、臨時特急に入った300型・350型と顔を並べることもあった。

### 300型
1997年3月までは急行「きりふり」・「ゆのさと」で運用されていたが、両列車の定期運用廃止により定期運用を失った時期もあった。その後、2006年3月のダイヤ改正で特急へと格上げされたと同時に設定された浅草発南栗橋行き「きりふり」283号（2015年現在は285号）、2013年3月のダイヤ改正からは浅草発春日部行き「きりふり」283号（どちらも平日運転）として300系の定期運用が復活した。この列車はJRでいう「ホームライナー」的要素が強い。他に臨時運転の「きりふり」・「ゆのさと」および団体専用列車（「伊勢崎市民号」など）に使用された。車両故障等でやりくりがつかない場合100系「スペーシア」の代走に使われるが、サービス面で大きく劣ることから特急料金不要の措置がとられていた。
また、2001年から冬季に運転される臨時夜行列車「スノーパル」と、翌2002年からは毎年6月 - 10月に運転される臨時夜行列車「尾瀬夜行」に従来使用されていた6050系に代わって300型が充当されていた。
2015年12月には野田線経由の浅草発運河行き臨時特急「きりふり」267号にも充当された。
車両の老朽化および500系「リバティ」の導入による運行形態の変更に伴い、2017年4月20日のきりふり285号を最後に運用を終了した。また、同年4月16日には引退記念列車としてきりふり275号が浅草駅から東武日光駅まで運行された。

### 350型
2005年2月28日までは野岩鉄道・会津鉄道に乗り入れる浅草駅 - 会津田島駅間の急行「南会津」の運用もあり、この運用を引き継いだ浅草駅 - 新藤原駅間の急行「ゆのさと」には2006年3月17日まで使用された。また、2017年4月20日を最後に運用を終了した300型（前項）と同様に臨時「ゆのさと」にも使用された。
2014年6月からは、毎週金曜日に新栃木行き「きりふり」269号に充当されていた。
353編成は2010年4月24日から同年8月まで「スカイツリートレイン」として運行されていた。これは、車内に東京スカイツリーの写真等を展示しているものであり、前面や側面にもラッピングがされていた。またこの期間、特急「きりふり」275号は「ゆのさと」275号に変更されていた。なお、運行初日の「ゆのさと」275号のみ特別ヘッドマークを取り付けての運行であったが、車両不具合のため浅草発はラッピングなしの351Fで運転され、新栃木で353Fと車両交換を行った。なお「スカイツリートレイン」の名称は、2年半後の2012年10月から6050系を改造した展望列車634型の臨時特急の愛称に使われた。
2020年4月24日までは「しもつけ」でも運用されていた。
2021年4月の時点で4連3本が在籍し、土休日運転の「きりふり」で運用されていたが、2022年3月のダイヤ改正で定期運用を終了した。最後の運用は、3月6日運転の特急きりふり283号新栃木行きであった。
その後2021年6月2日に352Fが、2022年6月16日に351Fがそれぞれ廃車されたのに続き、最後に残った353Fも7月7日の北館林荷扱所への廃車回送を兼ねた館林駅までの臨時団体列車の運用を最後に廃車。これにより300系列が全て消滅するとともに、種車時代から約53年にわたって運用された1800系列の車両は完全に姿を消した。
廃車後は300系列、1800系共に全車両が解体されており現存しない。